# Пречистое (Московская область)

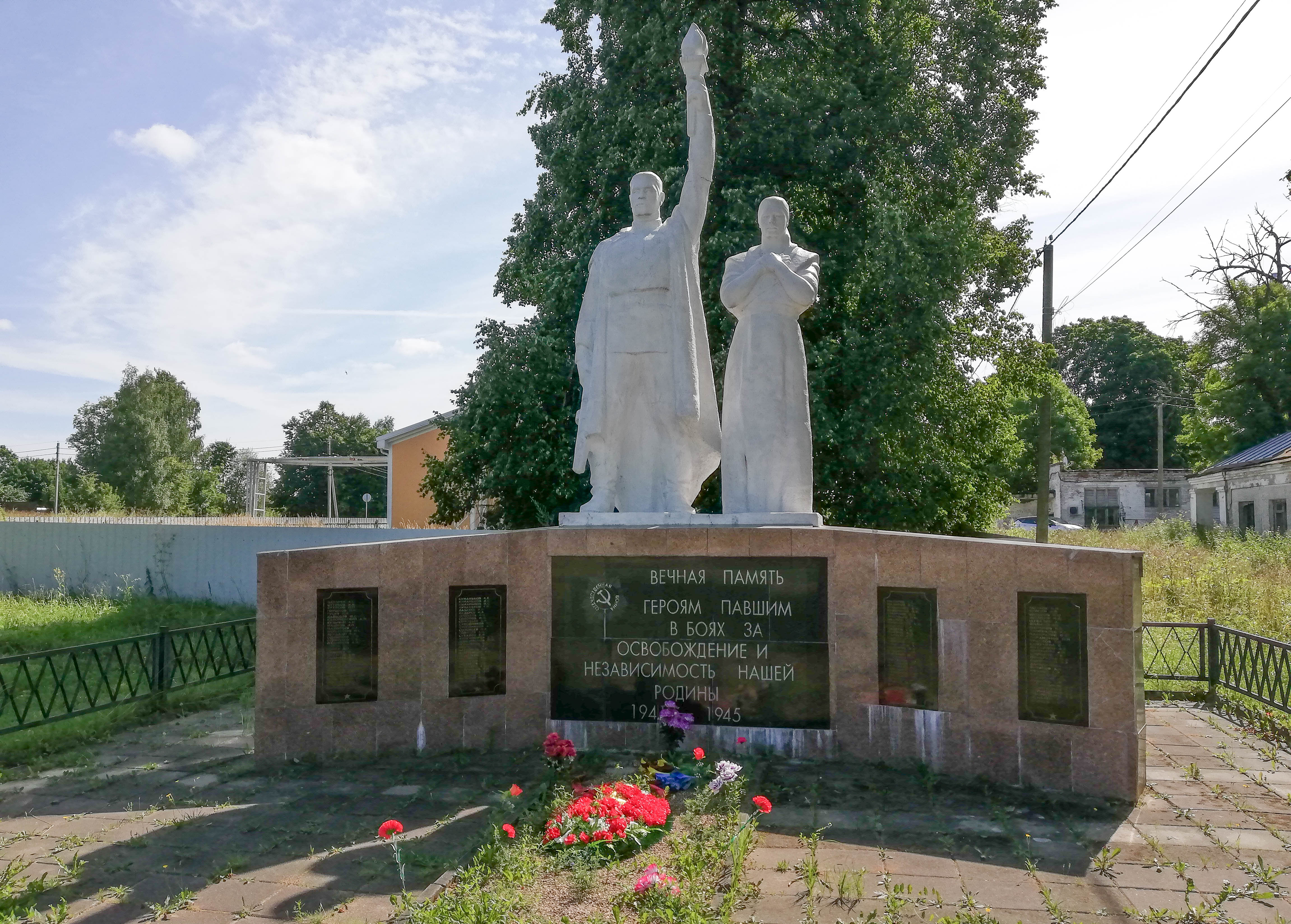
Воинский мемориал в Пречистом

Пречистое — деревня в Новопетровском сельском поселении Истринского района Московской области. Население — 251 чел. (2010).
Находится в 27 км к северо-западу от Истры, на шоссе А108, соединяющем поселение с Клинским районом, на правом берегу реки Нудоль, высота над уровнем моря 223 м. В деревне действуют Дом культуры, библиотека, спортивный зал.
Село известно с XVI века, как Пречистенское, Успенская церковь в нём существовала уже в конце века. Тогда им владел дьяк Иван Остапов. В смутное время церковь была разрушена, а само село обращено в пустошь и перешло в ведение Поместного приказа. С 1635 года — вотчина Константина Сытина, с 1690 года — пожаловано некоему Инехову, потомки и родственники которого владели Пречистым до середины 1730-х годов, когда перешло во владение княжны Голицыной, в середине XIX века усадьбой владел Н. А. Горчаков. Церковь в селе разрушена в 1960-х годах, от усадьбы уцелел заросший пейзажный парк.

## Население
| 2002 | 2006 | 2010 |
| ---- | ---- | ---- |
| 272  | ↘268 | ↘251 |